# Fernand Mayence
Fernand Mayence, né à Jumet le 10 août 1879 et mort à Louvain le 23 novembre 1959, est un philologue, helléniste, archéologue, papyrologue et professeur d'université belge.

## Formation
Fernand Mayence se forma à l'Université catholique de Louvain. En 1901, il est docteur en philosophie et lettres,  groupe Philologie classique. 
En 1902 et 1903, il poursuit une spécialisation en histoire de l'art et archéologie dans les universités de Berlin, Paris et Halle.

## Carrière
De 1904 à 1907, il séjourne en Grèce comme membre étranger de l’École française d’archéologie, c'est alors qu'il participa aux fouilles de Délos.
Il est nommé chargé de cours à  l'Université catholique de Louvain en 1907, professeur extraordinaire en 1909 et professeur ordinaire en 1911. Il accède à l'éméritat en 1949.
Il y créa la nouvelle chaire d'archéologie classique en 1912.
En 1913, il devient Membre-secrétaire de la Commission de surveillance du Comité de la Première Section (Département des Antiquités ) des Musées royaux d’art et d’histoire de Belgique.
En 1922, il est Conservateur à titre personnel aux Musées royaux d’art et d’histoire  et Conservateur-adjoint en 1923. En 1929, il est promu au grade de Conservateur et en 1938 de Conservateur délégué.
IL est admis à la retraite  en 1944.
Il publia la collection de vases antiques des Musées du Cinquantenaire : Corpus Vasorum Antiquorum, Bruxelles: Musées Royaux du Cinquantenaire.
De 1912 à 1948, il dispense un cours sur l'art de la Grèce antique à l'Institut supérieur d'histoire de l'art et d'archéologie de Bruxelles. 
Il devient membre de l'Académie royale de Belgique en 1944, et son président en 1952.

## Les fouilles archéologiques
Fernand Mayence fut la cheville ouvrière et le promoteur de plusieurs chantiers de fouilles :
- à Délos, où il mit au jour la maison dite de Cléopâtre et celle de Dioscoride.

- à Apamée sur l'Oronte en Syrie, où il dirigea l'équipe d'archéologues belges. Ces fouilles commencèrent à l'initiative de Franz Cumont, qui dès 1928 avait fait une reconnaissance des lieux. Elles furent suivies en 1930 par une première mission archéologique qui dans la décennie continua sous la direction de Fernand Mayence et de l'architecte Henri Lacoste.

## Le patriote
Il publia clandestinement et anonymement pendant la Première Guerre mondiale à Louvain en 1916 le livre L'armée allemande à Louvain et le Livre blanc. Ce livre fut republié à Louvain en 1919 cette fois-ci sous son nom.
Après la guerre, il publia La correspondance de S.E. le cardinal Mercier avec le gouverneur général allemand pendant l'occupation 1914-1918 ainsi que La légende des francs-tireurs de Louvain où il répondait aux fausses accusations allemandes destinées à justifier l'incendie et le sac de Louvain du 26 août 1914.